# Borneomymar primitivum
Borneomymar primitivum är en stekelart som beskrevs av Huber 2002. Borneomymar primitivum ingår i släktet Borneomymar och familjen dvärgsteklar. Inga underarter finns listade.